# D.O FUNK
《D.O FUNK》는 힙합 듀오 듀스 출신 이현도와 한상원이 함께한 프로젝트 음반이다.
이현도 본인도 자신에게 있어 가장 훈장과도 같은 앨범이라 칭하였으며 같이 작업을 진행 하였던 한상원님도 이현도는 이론을 모르는 천재라고 했다(이젠 음대를 나왔으니 이론도?!)
타이틀곡 폭풍에서는 플랫탑이라는 세계적인 댄서와 같이 방송활동을 같이 하였고,"제3의 눈"이라는 곡에서는 박찬호가 피처링을 하였다.